# Laški rizling
Laški rizling, znan tudi pod imeni Welschriesling, graševina, Riesling italien blanc, italijanski rizling je vinska trta, ki daje grozdje za istoimensko belo vino. 
Domovina te sorte je slovita francoska vinorodna pokrajina Champagne. Gojijo jo na Hrvaškem, v Avstriji, Italiji in tudi na Madžarskem. V Sloveniji se ta sorta goji skorajda povsod, v vinorodni deželi Podravje pa je to najbolj razširjena bela sorta. Zahteva najodličnejše lege, rodovitna in srednje vlažna tla. Odporna je proti večini bolezni in redno in veliko rodi. Sodi med zelo pozne sorte in v slabih letih ne more dobro dozoreti, vendar kljub temu daje tudi ob slabših letnikih vino dobre kakovosti. Odporna je proti zimski pozebi in ne gnije. Laški rizling je trta srednje močne rasti z dolgimi medčlenki. Cvet je dvospolen. Enoletni les je svetlo rumenorjav. List je srednje velik, petdelen z močnimi zarezami, ostro in dolgo nazobčan. Po zgornji strani je gladek in svetlo zelene barve, na spodnji strani pa kosmat. Vršički so svetlo zeleni in kosmati. 
Grozd laškega rizlinga je valjaste oblike, majhen do srednje velik in zelo zbit. Pogosto ima poleg glavnega grozda še značilen prigrozd. Jagode so majhne in okrogle, po navadi zeleno do zeleno-rumene barve, pikčaste z rjavimi lisami tam, kjer so izpostavljene soncu.
Vino ima dokaj visoko stopnjo kisline (7 do 7,6 g/l), kar ga dela primernega za staranje, je lepo svetlorumenkasto zeleno, pri starem vinu pa so izrazitejši rumeni toni. Cvetica je sveža in nežna z značilnim prijetnim vonjem in okusom, ki spominja rahlo na lipov cvet. Laški rizling je vino nižje alkoholne stopnje (9,5–10,5 vol %), ob pravem času trgatve pa doseže primerno kislino, ki daje vinu primerno svežino, živahnost in harmoničnost. Primeren je tudi za vina posebne kakovosti kot so pozna trgatev, izbor, jagodni izbor, ledeno vino ali suhi jagodni izbor in dosega ob izjemnih letnikih zavidljivo kakovost. Pogosto ga dodajajo v mešana vina z geografskim poreklom (cviček, belokranjec ...) predvsem tam, kjer lege in zemlja niso najbolj primerne.
Ponudimo ga pri temperaturi 10–12 ºC, glede na ostanek neprevretega sladkorja ga lahko mešamo z mineralno vodo ali pa postrežemo k slavnostnim jedem. Lepo se poda k ribjim jedem in belemu mesu.